# Fekete Sereg Ifjúsági Egyesület
A "Fekete Sereg" Ifjúsági Egyesület (angolul: Fekete Sereg Youth Association) egy nagyvázsonyi civil szervezet, amelynek a célja, hogy a nagyvázsonyi és környékbeli fiataloknak hasznos időtöltést biztosítson, felkarolják a csellengőket, valamint támogassák az alulról jövő kezdeményezéseket. Feladatának tekinti továbbá a fiatalok érdekképviseletét, s tagjai a regionális (például KÖSZI) és országos szövetségeknek (Diagonal Magyarország). 2018. augusztus 15-ig az egyesület 4 kontinensen, és 48 országban mutatkozott be, és 49 országból fogadott önkénteseket és ifjúságsegítőket.
Székhelyük a nagyvázsonyi Reményi Antal Rendezvényházban található, ahol teleházat működtetnek, amely hétfőtől péntekig, 14 órától 19:30-ig várja az érdeklődőket.
Az egyesület 2017-ben ünnepelte fennállásának 20. évfordulóját, melynek során nagyszabású ünnepséget szervezett, ahol több mint száz ember jelent meg. Hazánkból, és azon kívül még tíz országból is érkeztek résztvevők.
Az egyesület 2022 novemberében ünnepelte fennállásának 25. születésnapját. A Fekete Sereg égisze alatt zajlik az ún. Kinizsi-sírkutatás, melynek célja Kinizsi Pál maradványainak a megtalálása. Az ásatáson 16 ország 30 önkéntese vett részt 2022-ben.   Az Önkéntes Központ Alapítvány (ÖKA) 2022 decemberében a Kinizsi-sírkutatásnak ítélte az Év Önkéntes Programja-díjat.   Az ásatást Pátkai Ádám Sándor és Győrffy-Villám Zsombor vezetésével indult el, míg a kutatás projektvezetője dr. Kandikó Csanád.

## A név eredete
Az egyesület nevét a Hunyadi Mátyás és Kinizsi Pál fémjelezte Fekete seregről kapta. Ez annak köszönhető, hogy a nagyvázsonyi Kinizsi-vár legismertebb és legfontosabb ura a híres törökverő, veretlen hadvezér Kinizsi Pál volt. A falu hírnevét is ez a vár és a hadvezér határozza meg, ezért az egyesület alapítói így szerettek volna tisztelegni a település híres lakója előtt.

## Az egyesület története
A "Fekete Sereg" Ifjúsági Egyesület 1997-ben alakult. A szervezet célja, hogy a nagyvázsonyi és a környékbeli fiataloknak hasznos szabadidő eltöltést biztosítson, felkarolja a csellengőket, valamint támogassa az alulról jövő kezdeményezéseket.
Az egyesület teleházat működtet 1999 óta. A "Fekete Seregnek" általában két főállású alkalmazottja, valamint két kulturális közfoglalkoztatottja van. Öt fiatal pedig az Európai Önkéntes Szolgálat keretében szolgál nálunk.
Helyi, megyei, regionális és nemzetközi rendezvényeket, valamint képzéseket, ifjúsági cseréket, rövid tanulmányutakat és szemináriumokat szerveznek. Az egyesület az Európai Önkéntes Szolgálat hálózatban küldő és fogadó szervezet. 2004 óta az Unióhoz való csatlakozásunkkal az EuroMed programba is bekapcsolódott.
2009-ben és 2013-ban a Fiatalok a Világban; 2017-ben és majd 2018-19-ben is az Erasmus+ program keretében egyesületünk koordinál öt alkalommal 1-1 éves Európai dél-amerikai programot, foglalkoztunk a fenntartható fejlődéssel távol-keleti és fekete afrikai szakemberekkel is. 2009-től 2014-ig az Élethosszig Tartó Tanulási Programba is bekapcsolódott.
2013-ban nyernek egy TÁMOP-os pályázatot és a "Hátszél" Tanodát működtetnek 20 hónapig.
Két évtizedes munkájuk során arra törekedtek, hogy Nagyvázsonyt és a Fekete Sereget ne csak helyben, hanem a régióban, hazánkban és a határokon túl is megismerjék. Különösen nagy öröm számukra, hogy nemzetközi együttműködéseik során 49 országban négy kontinensen mutatkozhattak be és arra is, hogy a szervezethez 48 országból látogattak el fiatalok és velük foglalkozó ifjúsági szakemberek.
Az Európai Önkéntes Szolgálat keretében 2006 májusa óta 2018. augusztus 15-ig. 114 önkéntest fogadtak Nagyvázsonyban 18 országból 4 kontinensről és 168 magyar fiatalt küldtek 28 országba négy kontinensre.

## Az egyesület fő tevékenységei
Önálló médiaprogrammal rendelkezik, a 2000-es évek elején Nagyvázsonyban először (és eleddig utoljára) helyi televíziót és képújságot működtetett. 2000-ben kezdte el kiadni a Sereghajtó nevű helyi újságot, amely célközönsége a faluban élők, s elsősorban a fiatalok voltak. Ennek köszönhetően sok helyi fiatalnak nyílt lehetősége műveit megjelentetni, amire az egyik legjobb példa a helyi költő, Világos Gerda. Az újságban az ifjúsági témák mellett kulturális rovat is működött, amelyben általában helyi témájú cikkeket közöltek, s ennek visszatérő vendége volt Éri István, a nagyvázsonyi Kinizsi-vár feltárója. Az újság évente hat-nyolc alkalommal jelent meg.
A médiaprogram színhelye az 1999 óta működő Teleház, amely eleinte a helyi művelődési házban (ma IKSZT), ma pedig a Reményi Antal Rendezvényházban található.
Az egyesület 2005 óta kétévente Integrált Speciális Triatlon játékot szervez, ahol sérült és ép fiatalok egy csoportban játszanak, célja a sérült fiatalok könnyebb integrációja. Helyi, megyei, regionális és nemzetközi rendezvényeket szerveznek, valamint képzéseket, ifjúsági cseréket, rövid tanulmányutakat és szemináriumokat koordinálnak. Rendszeres szereplői a helyi eseményeknek. Alapító tagjai a Balaton-felvidéki Leader Akciócsoportnak.
2005 óta az Európai Önkéntes Szolgálat (EVS) hálózatban küldő, fogadó és koordináló szervezet aktív tagja. Az egyesület segítségével csereprogramban résztvevők száma a százat is meghaladja, s ezek a fiatalok bejárták a világot: Dél-Amerikától Nepálig a világ szinte minden táján vannak kapcsolatai az egyesületnek.
2004-ben az Unióhoz való csatlakozáskor az EuroMed programban is részt vett az egyesület, és tagja a Anna Lindh Alapítvány nemzeti hálózatának.
A Fekete Sereg 2008 óta Grundtvig élethosszig tartó tanulási programba is bekapcsolódott. 2008-ban az egyesület először nyert el pályázatot közvetlenül Brüsszelből a Fiatalok a Világban Program keretében.
2009-ben a Fekete Sereg bemutatkozhat Dél-Amerikában, Uruguayban és Argentínában, Afrikában Szenegálban, valamint Ázsiában Thaiföldön.

### Az önkéntesség
Az egyesület legfőbb specialitása a fiataloknak nyújtott önkéntes program. Mivel tagja az EVS-nek, így módja nyílt, hogy a környékbeli fiataloknak segítsen önkéntességet vállalni a világ különböző országaiban.

### A hátrányos helyzetűek támogatása
Az egyesület már a kezdetek óta kiemelt figyelemmel adózott a hátrányos helyzetű csoportok felzárkóztatására. A teleházat a mai napig jelentős számban keresik fel hátrányos helyzetű fiatalok. Számos elnyert nemzetközi pályázat (Grundvig, Leonardo Partnerségi Program, Fiatalok Lendületben Program) erősítette mindeddig a szakmai stáb felkészültségét, mélyítette el hátrányos helyzetű területen szerzett tapasztalatait.
2013. július 1-jén a "Hátszél Tanoda" megnyitása minőségi váltást hozott a közösség életében. Szakképzett pedagógusok rendszeres foglalkozásaival segítették a gyermekeket, fiatalokat így még nagyobb sikereket élhettek meg a fiatalok az általános, szakmunkás valamint a szakközépiskolai tanulmányaikban. 2013-ban a megújulásként, szolgáltatások bővítéseként a Tanoda megnyitása volt.
Az egyesület open-space módszerrel (alacsony küszöbű ifjúsági munka) dolgozik, nem formális oktatási módszerek előnyben részesítésével.
Fontosnak tartják, hogy programokat a helyi önkormányzat, Roma Kisebbségi Önkormányzat (RKÖ), Gyermekjóléti- és Családsegítő Szolgálat, valamint a Kinizsi Általános Iskola és a helyi Római Katolikus Egyházközség is messzemenőkig támogatja. A Római Katolikus Egyházközség Plébániáján működött a Tanoda. A Hátszél Tanoda programmal az oktatási esélyegyenlőségben is tudták segíteni tanulóikat. Tanodában foglalkoztatták a helyi roma közösség tagjait.
Egyéb hátrányos helyzetű fiatalokkal, felnőttekkel kapcsolatos programjaik:
- 2008-2010-ben Grundtvig Partnerségi Programban kisebbségekkel, bevándorlókkal foglalkoztak, valamint roma felnőtteket segítettek. Készítettek egy angol nyelvű kiadványt is.
- Az egyesület 2011-ben a helyi Roma Kisebbségi Önkormányzattal szervezte először közösen a Roma napot, valamint erről szóló kisfilmet.
- 2012 májusban a helyi általános iskolával Roma hetet tartottak. Itt minden napról készítettek kisfilmet.
. 2012-ben a Művészetek Völgyében Cigány udvart működtetek.
- 2013-ban újra tartottak Roma hetet. Kapolcson is bemutatkoztak újra. Készítettek kisfilmet is.
- 2013-ban készítettek egy kisfilmet a helyi hangszerkészítővel, Szórádi Ferenccel.
- Egyik büszkeségük Balogh László, akit kiválasztottak egy "Hátránnyal indultak - Sikeres fiatalok" kiadványba, amit a Tempus Közalapítvány adott ki. Egy rövidített változata a Pályázati Pavilon 13. oldalán is olvasható "Cigánytelepről egyetemre és még tovább" című írásban.
- 2013. júliusban hátrányos helyzetű fiatalok vettek részt Litvániában egy ifjúsági cserén. A téma csillagászat és csillagjóslás volt.
- 2013. augusztus-szeptember hónapban egy roma fiatal rövid távú önkéntes szolgálaton vett részt Finnországban.
- 2013. októberben 4 roma fiatal részt vett Franciaországban ifjúsági cserén. A téma az új technológia volt, fényfestés, videófilm-készítés. A cseréről a fiatalok készítettek egy kisfilmet is.
- 2013 novemberében Demecserben és Nagyecseden voltak tanulmányúton, ahol a nyírségi roma emberek életét tanulmányozták. A Nemzeti Együttműködési Alap Újnemzedék Kollégium szakmai támogatásával. Készítettünk egy kisfilmet is a tanulmányútról.
- 2013. november 20-án a helyi roma nemzetiségi önkormányzattal közösen szervezték meg a Roma Napot, programnak nagy sikere volt, sokan jöttek el.
- 2014 májusában is megtartottuk a helyi általános iskolában a Roma Hetet. Ebben az évben már az iskola éves munkatervében be volt építve!!
- 2014-ben Hátszél Tanodás gyerekeket Kékedre (Abaúj vidékére) vitték táborba.
- 2014. júliusban a 24. Művészetek Völgyében újra kinyitotta Jancsi Bácsi Udvarát, ahol az egyesület is bemutatkozott. A négy napról készítettek kisfilmet.
- 2014 decemberében Veszprém megyében először a Veszprém Megyei Rendőr-főkapitányágon tartottak a nagyvázsonyi Roma Nemzetiségi Önkormányzattal közösen a roma kultúrát bemutató kiállításon a Rendőrségen. A programra az egyesületünknek köszönhetően az angol rendőrök is részt vettek..
- 2015. áprilisban egyesületünk fiataljai bemutatkozhattak az ifjúsági munka bölcsőjében Strasbourgban.
- 2015 májusában újra tartanak Roma Hetet az iskolában.
- 2015-ben készítettek egy kisfilmet olyan fiatalokról, azok szüleiről, nagyszüleiktől akik a Türr István Képző és Kutató Intézet képzésen vettek részt.
- 2015-ben a Leader akció csoport stratégiai tervező munkájában az egyesület segítette tanácsaival az elfogadó, gondolkodó és együttműködő társadalom alapjainak megteremtése az esélyegyenlőség jegyében.
- 2015. december 15-én az Emberi Erőforrások Minisztériumában, az Esélyegyenlőségért- és a Pro Voluntarius díjak átadó ünnepségén miniszteri elismerő oklevélben részesült kiemelkedő szakmai tevékenységéért eredményes munkájáért.

## Elismerések
- 2001. június 17.: 2000. év Veszprém megye kiváló civil szervezete címet nyerte el.
- 2005 október 12-16.: Az Euro-mediterrán ifjúsági díj programra kapnak meghívást (EuroMed Youth Award Program), Kairóba, Egyiptomba (23 ország) legkiemelkedőbb 54 projektje (SALTO EuroMed Kutatási Központja- Párizs választott ki magyar nemzeti iroda ajánlása alapján 228 projekt közül) Fair Play című első EuroMed-es ifjúsági cserénket (Algéria, Izrael, Magyarország, Spanyolország, Svédország). Ebben a nemzetközi ifjúsági cserében találkoztak hivatalosan először algériai és izraeli önkéntesek.
- 2006. december 2.: Leginterkulturálisabb project kategóriában elismerő oklevelet adományozott az egyesületnek a Mobilitás Közép-dunántúli Regionális Ifjúsági Szolgáltató Irodája.
- 2006. december 9.: Más Kultúrák megismertetése, az előítéletek leküzdésének támogatása kategóriában kap elismerést: a Let’s find EuroMed Rhythm! – Találjuk meg az EurMed ritmusát! című fejlesztő projekttel. A képzés során a zene eszközével, a partnerek nemzeti akusztikus hangszereinek és nemzeti zenéjüknek bemutatásával fedezték fel az EuroMed térség hagyományait. A projekt tárgyi eredménye egy katalógus lett, amelyen az EuroMed térség hangszereit mutatjuk be angol nyelven valamint egy 4 perces film is készült a projektről.
- 2010-ben „A szegénység és a társadalmi kirekesztés elleni küzdelem Európai Éve” alkalmából a „Se nem fehér se nem fekete” roma/cigány ifjúságsegítő képzésüket az Európai Bizottság Oktatási és Kulturális Főigazgatósága beválasztotta a 30 legjobb jó példa közé, amit roma/cigány közösségnek szerveztek oktatás, kultúra ifjúsági munka területén az Európai Unióban.
- 2015. április 15-17. között a "Fekete Sereg" Ifjúsági Egyesület az Európa Tanács Ifjúsági Központjában Strasbourgban mutatkozott be az ötletek laboratóriuma találkozón, ahol az Európa Tanács ajánlását készítettek elő a májusi Európai Ifjúsági hétre máltai, osztrák és német fiatalokkal.
- 2015. december 15-én az Emberi Erőforrás Minisztériuma Esélyegyenlőségért- és a Pro Voluntarius díjak átadó ünnepségén Miniszteri elismerő oklevélben részesült kiemelkedő szakmai tevékenységéért eredményes munkájáért a Fekete Sereg Ifjúsági Egyesület a díjat Novák Katalin család- és ifjúságügyekért felelős államtitkár, valamint Czibere Károly a tárca szociális ügyekért és társadalmi felzárkóztatásért felelős államtitkára adták át.
- 2017. szeptember 21-22-én került megrendezésre a "Fogjuk be a szelet" (angolul: Let's catch the wind) című konferencia, amelynek körülbelül hatvan résztvevője volt 13 országból.

## Adatok, elérhetőségek
- Tevékenység: ifjúsági érdekvédelem
- Telefon: + 36 88 264 464
- E-mail: info@fekete-sereg.hu
- Weboldal: www.fekete-sereg.hu
- Facebook: http://www.facebook.com/feketesereg.ifjusagiegyesulet
- YouTube-csatorna: https://www.youtube.com/channel/UCSuNxp-cempBw80WDB58aow
- A teleház nyitvatartása: Hétfő-péntek 14-19:30